# Marilyn Maxwell
Marilyn Maxwell, all'anagrafe  Marvel Marilyn Maxwell (Clarinda, 3 agosto 1920 – Beverly Hills, 20 marzo 1972), è stata un'attrice statunitense.

## Filmografia

### Cinema
- Forzate il blocco (Stand by for Action), regia di Robert Z. Leonard (1942)
- Presenting Lily Mars, regia di Norman Taurog (1943) (non accreditata)
- Dr. Gillespie's Criminal Case, regia di Willis Goldbeck (1943)
- Mademoiselle du Barry (Du Barry Was a Lady), regia di Roy Del Ruth (1943) (non accreditata)
- Pilot#5, regia di George Sidney (1943)
- Il difensore di Manila (Salute to the Marines), regia di S. Sylvan Simon (1943)
- La parata delle stelle (Thousands Cheer), regia di George Sidney (1943)
- Swing Fever, regia di Tim Whelan (1943)
- 3 Men in White, regia di Willis Goldbeck (1944)
- Sperduti nell'harem (Lost in a Harem), regia di Charles Reisner (1944)
- Fra due donne (Between Two Women), regia di Willis Goldbeck (1945)
- The Show-Off, regia di Harry Beaumont (1946)
- L'isola sulla montagna (High Barbaree), regia di Jack Conway (1947)
- Summer Holiday, regia di Rouben Mamoulian (1948)
- Labbra avvelenate (Race Street), regia di Edwin L. Marin (1948)
- Il grande campione (Champion), regia di Mark Robson (1949)
- La chiave della città (Key to the City), regia di George Sidney (1950)
- La gabbia di ferro (Outside the Wall), regia di Crane Wilbur (1950)
- Il ratto delle zitelle (The Lemon Drop Kid), regia di Sidney Lanfield (1951)
- La roccia di fuoco (New Mexico), regia di Irving Reis (1951)
- Polizia militare (Off Limits), regia di George Marshall (1953)
- Ad est di Sumatra (East of Sumatra), regia di Budd Boetticher (1953)
- Paris Model, regia di Alfred E. Green (1953)
- Anonima delitti (New York Confidential), regia di Russell Rouse (1955)
- Il suo angelo custode (Forever Darling), regia di Alexander Hall (1956) (non accreditata)
- Il balio asciutto (Rock-a-Bye-Baby), regia di Frank Tashlin (1958)
- Mia moglie ci prova (Critic's Choice), regia di Don Weis (1963)
- Duello a Thunder Rock (Stage to Thunder Rock), regia di William F. Claxton (1964)
- Gli impetuosi (The Lively Set), regia di Jack Arnold (1964)
- Colpi di dadi, colpi di pistola (Arizona Bushwhackers), regia di Lesley Selander (1968)
- From Nashville with Music, regia di Eddie Crandall e Robert Patrick (1969)

### Televisione
- General Electric Theater – serie TV, episodio 2x06 (1953)
- Gunsmoke – serie TV, episodio 5x37 (1960)
- Avventure in paradiso (Adventures in Paradise) – serie TV, episodi 1x29-2x26 (1960-1961)
- Indirizzo permanente (77 Sunset Strip) – serie TV, 2 episodi (1960-1961)
- La legge di Burke (Burke's Law) – serie TV, episodio 1x12 (1963)
- Carovane verso il West (Wagon Train) – serie TV, un episodio (1964)
- La legge di Burke (Burke's Law) – serie TV, 2 episodi (1963-1965)
- Branded – serie TV, episodio 1x16 (1965)
- The Outsider – serie TV, episodio 1x11 (1968)

## Doppiatrici italiane
- Rosetta Calavetta in Il grande campione, Il balio asciutto, Duello a Thunder Rock
- Dhia Cristiani in La gabbia di ferro